# Minabea
Minabea es un género de corales de la familia Alcyoniidae, subclase Octocorallia, clase Anthozoa.
Este género pertenece a los llamados corales blandos, así denominados porque, al contrario de los corales duros del orden Scleractinia, no generan un esqueleto de carbonato cálcico, por lo que no son generadores de arrecife. Como sustento de su estructura presentan pequeñas espículas de carbonato cálcico denominadas escleritos. La forma, distribución y grosor de estos escleritos se emplea para determinar sin margen de error la especie a la que pertenece cada individuo recolectado.

## Especies
Son aceptadas las siguientes especies:
- Minabea agilis. (Tixier-Durivault, 1970)
- Minabea phalloides. (Benham, 1928)

## Morfología
Las colonias tienen forma digitiforme, siendo el polipario más largo que el tallo. En su superficie, brotan los pólipos, de unos 2 mm de diámetro. Estos, tienen 8 tentáculos, con entre 10 y 15 pínulas a cada lado, y se pueden retraer totalmente. 
Los pólipos no tienen escleritos y son dimórficos: los autozoides, para alimentarse, son mayores que los sifonozoides, y no tienen cálices. Los sifonozoides, para la circulación del agua por la colonia, rodean a los autozoides, y son más numerosos. El diámetro de los sifonozoides en entre 0,4 y 0,7 mm. 
Los escleritos están densamente dispuestos, tanto en capas de la superficie, como en el interior del tallo y en las paredes del canal del polipario.
El extremo inferior de la colonia se fija al sustrato o a la roca a través de unos músculos que impiden sea arrancado. 
Presenta un color entre el amarillo y el naranja. Los pólipos son blancos.
Las colonias pueden alcanzar los 73 mm de altura.

## Hábitat y distribución
Viven en aguas profundas, usualmente entre los 100 y los 300 m. Normalmente anclados en rocas o al sustrato.
Se les encuentra distribuidos en el océano Indo-Pacífico, en Japón y Nueva Zelanda.

## Alimentación
No poseen algas zooxantelas, por lo que se alimentan exclusivamente de las presas de plancton, que capturan ayudados de los tentáculos de sus pólipos, y absorbiendo materia orgánica disuelta en el agua.